# 革命的労働者協会（社会党社青同解放派）
革命的労働者協会（社会党・社青同解放派）（かくめいてきろうどうしゃきょうかい・しゃかいとうしゃせいどう・かいほうは、略称：革労協）は、社青同系の日本の新左翼党派の一つ。ここでは分裂以降の革労協主流派（狭間派・現代社派）を扱う。
1970年代、社青同解放派は「主流派（狭間派・現代社派）」と「非主流派（労対派・全協）」に分裂した。更に1980年代以降、主流派から「革労協反主流派（赤砦社派・木元派）」が分裂し、激しい内ゲバを行った。
指導者は千木良信夫など。機関紙は『解放』（月二回刊行）。公然拠点は現代社（東京都杉並区下高井戸1-34-9）。警察白書では「極左暴力集団」、マスコミは「過激派」と呼んでいる。

## 呼称
1999年（平成11年）の分裂後、どちらも「革労協」を自称するが、多数の呼称がある。

### 現代社派の呼称
革労協狭間派
労対派との分裂以後の呼称。狭間嘉明が中心となったためにこのように呼ばれた。革マル派は「青解狭間一派」等と呼んだ。
革労協主流派
マスコミの呼称。2001年（平成13年）狭間死去後使われるようになった。
ハザマ私兵グループ
赤砦社派が使用する蔑称。ただし現在赤砦社派は現代社派をほぼ完全に無視している状態が続いている。機関紙上では唯一革命軍が出している声明上でのみ「社会党グループ」と呼称されている。
千木良派
革マル派が使用する蔑称。1999年（平成11年）分裂以降使用。
宗派グループ
解放派全協が使用する呼称。1999年（平成11年）分裂以降使用。

### 赤砦社派の呼称
革労協反主流派
マスコミの呼称。以前は革労協狭間派反主流派という使われ方もした。
木元グループ
現代社派が使用する蔑称。リーダーの山田茂樹の組織名に由来。親ファシスト - ミニ・スターリン主義的私的サークル集団という枕詞とともに使われることが多い。
山茂派
革マル派が使用する蔑称。1999年（平成11年）分裂以降使用。
宗派グループ
解放派全協が使用する呼称。1999年（平成11年）分裂以降使用。赤砦社も現代社から分裂した組織なので同じように使われる。
現代社・赤砦社両派は解放派全協のことを「反解放派脱走グループ」「反内糾脱落グループ」「反解放派差別主義グループ」等と呼ぶ。

## 概要
社青同解放派（主流派、狭間派、現代社派）は、社青同解放派の基本思想を掲げながら、武装闘争を重視し、1990年代から赤砦社派と激しい内ゲバを実施し、また多数のゲリラ事件を実施した。
「内乱・内戦勢力」を自負する公然活動家（合法活動を行う）は集会デモでの動員数から100人弱と推測される。九州（特に福岡）では一定の動員数を確保しており、槍や鈍器のように強化した旗竿に旗を掲げて頻繁に企業や警察を恫喝しているが、関東方面などでは集会などの動員は10名～20名程度であることも珍しくない。公然活動家は、朝鮮史研究会、現代法研究会、社会思想研究会、部落解放研究会、障害者解放研究会、住民運動研究会などの団体も名乗っている。
国家権力、対立党派への軍事活動を担う非公然部門として「革命軍」が存在するが、2008年（平成20年）に成田空港へ金属弾を打ち込むゲリラ活動を行った以降は活動が確認されていない。

## 思想
社青同解放派（主流派、狭間派、現代社派）は、1977年（昭和52年）に革労協書記長内ゲバ殺人事件で革マル派に殺害された、社青同解放派指導者の中原一の思想を掲げる。
中原一は論文で、社青同解放派の基本思想は1961年の『解放No.6』（レーニン主義（外部注入論）批判、マルクス主義復権、プロレタリア世界革命）と位置付け、思想を支配階級（有産階級）による「ブルジョワ思想」、没落する有産階級が労働者階級の側に立とうとして共産主義革命を抹殺する「中間主義」（スターリン主義、トロツキズムなど）、プロレタリアートによる反逆である「共産主義」に分類し、革命的マルクス主義により世界革命に進むべき、とした。日本では日本帝国主義が復活し、日本共産党は右翼日和見主義・大衆追随主義、革マル派・中核派・ブント諸派などは「中間主義」として、「共産主義の旗の奪還」と「世界革命」を主張した。
2002年（平成12年）、機関紙｢解放｣は、木本派（赤砦者派）の「綱領・規約」に対して、スターリン主義の美化、典型的な小ブル思想、反革命、などと批判した。

## 歴史

### 結成の経緯
革命的労働者協会（社会党・社青同解放派）は、1969年（昭和44年）に結成された組織であるが、ここでは革労協が同派（狭間派）と労対派（滝口派）に分裂した以降のいわゆる「狭間派」について扱う。武装闘争の重要性を訴える学生中心の潮流と労働者組織の建設を優先したい潮流の対立は分裂以前からあったが、それが表面化し始めるのは1975年（昭和50年）6月24日襲撃を受けてのことで、1976年（昭和51年）の神大夜襲裁判闘争の路線対立、革マル派による中原一書記長殺害に対する報復方法、内部糾弾闘争の考え方の相違と年々顕著となっていく。
その結果1980年（昭和55年）9月15日に三里塚において、狭間派が対立関係にあった滝口派と殴り合いになったのを機に、革労協及び社青同解放派の組織的分裂が決定的となった。1981年6月頃までには学生グループ及び非合法闘争を行う「革命軍」に影響力を持つ永井啓之・狭間嘉明らの狭間派と、産別労働者組織に影響力を持つ滝口・高見らの労対派に完全に分裂。その際狭間派は現代社と革命的労働者協会を名乗ることを継承した。また、どちらにも与しないまま、組織を離脱したメンバーも多数発生した。
現代社を追われる形となった労対派は後に革命的労働者党建設をめざす解放派全国協議会を結成することになる。分裂直後に労対派に与した75年創造社襲撃メンバーや東水労組合員などの労働者活動家が狭間派らの個人テロを受け負傷者を出すが、幸いにも相手の生命を奪うことはなかった。また、労対派は狭間派のような「個人テロル」という手段を用いた反撃ではなく、機関誌上での攻撃に止まった（集会などでの小競り合いはあった）。分裂によって弱体化したのを見た警察当局は狭間派に対する大量逮捕を行ない、やがて永井が、ついで狭間が逮捕され、指導部は大きなダメージを受けることとなった。

### 分裂と爆弾闘争
労対派との分裂によって弱体化した狭間派は他党派との共闘を目指すこととなった。もともと解放派のなかには、1971年6月の全国全共闘の分裂の際に、中核派ならびに第四インター統一書記局派と激しく対立したという歴史ゆえに、中核派と第四インターに対する反発がその後も根強く残っていたが、労対派が第四インター統一書記局派などに政治的に接近したことに対抗して、中核派やブント戦旗（西田）派、蜂起派に接近することを試みることとなった。この結果、成田闘争では、中核派とともに反対同盟北原派を支持することとなり、10.20成田現地闘争でも中核派と共同で成田空港への襲撃を行っている。
その後、狭間、永井が出獄するが、武闘派の狭間と大衆運動を重視する穏健派の永井の間で対立が発生。1987年（昭和62年）に北原派の農民の一部が中核派の引き回しに反発して、小川派を結成すると、中核派に同調した最高指導者・狭間嘉明を中心とする狭間グループと、小川派に同情的なNO.2の総務委員・永井啓之を中心とする永井グループの対立が深まるが、永井が自分も被告の一員となっていた1973年（昭和48年）9月の革マル派による神奈川大学夜襲の際に、革マル派の金築・清水が捕まって死亡した事件の公判で、北条秀輝の名を言ったことが「権力への売り渡し」として指導部内で非難され、1988年（昭和63年）1月に永井啓之は除名される。
だが、その後も永井の影響力は組織内で残り、永井自身も個別オルグをして抵抗した。1989年（平成元年）2月5日の元軍事指導部の辻美喜の死をめぐって、革マル派は「辻は永井グループだからリンチ殺害された」と機関紙で宣伝、警察は「自己批判をせまられ、発作的に飛び降り自殺した」と発表した。狭間派は機関紙で辻の追悼文を発表して警察と革マル派に反論した。1989年（平成元年）6月25日にはついに永井啓之が埼玉県川口市の自宅から拉致され、同日茨城県牛久市の県道トンネル内で放置されたビニールシートにくるまれた寝袋の中に遺体で発見された（革労協元幹部内ゲバ殺人事件）。解放派の歴史上初の同志殺しである。この事件で狭間派は機関紙で永井を除名した事実と、拉致したことを認める声明文を発表し、「死という結果は目的としてはなかった」としつつも、「今回の事態の全責任は永井にある」という、連合赤軍ですらやらなかった「同志殺しの居直り」を行なった。
そして11月7日の、北海道帯広市の列車内で、狭間派の女性活動家の青田君子が、包丁で腹を切って自殺した件が『週刊新潮』や革マル派によって「彼女は永井グループで、今回の同志殺しに絶望して自殺した」と宣伝されることとなった。この後、樋口圭之助らの旧永井派は革労協から集団脱走した。
1989年（昭和64年）の昭和天皇崩御をきっかけに、革労協は「90年天皇決戦」と称して17件のテロ
・ゲリラ事件を引き起こした。革労協は「卑劣、悪質、凶悪な手段で一切容赦を与えず無慈悲に敵権力をせん滅する」との宣言をし、1990年（平成2年）11月1日に警視庁独身寮爆破事件で警察官1人を殺害し、8人に重軽傷を負わせる。事件の代償は大きなもので、警察は革労協に対して「ありとあらゆる法令を駆使」した徹底的な壊滅作戦を敢行、組織は大量検挙により弱体化した。1991年（平成3年）には関西の全逓組合員らが西原学を中心に西原グループとして分裂した。1996年（平成8年）には神奈川のグループが集団脱走し、狭間派の内部崩壊はエスカレートしていく一方だった。

### 現代社派と赤砦社派の分裂
永井殺しは大きな衝撃を与え、人民新聞でも大きく取り上げられた。東アジア反日武装戦線の死刑囚の一人は「一日中、ショックがとまらなかった」と書いた。その後の中核派の革マル派に対するテロの放棄と、大衆運動、労働運動、杉並選挙重視への路線転換、穏健化によって、路線転換を拒否する「唯一の過激派」の狭間派は政治的な孤立を深めていった。
1999年（平成11年）5月、革労協の拠点であった明治大学で「明大ゴスペル愛好会」との闘争が激化した。「明大ゴスペル愛好会」は韓国からの留学生が主体のヨハン早稲田キリスト教会系の偽装サークルで、キリスト教原理主義の立場に立ち、政治的には反共とシオニズム支持（クリスチャン・シオニズム）であった。革労協は同愛好会を襲撃をするも返り討ちに合い、警察へ突き出されるなどの失態まで出すことになった。そこで明大ゴスペル愛好会への対応をめぐり、闘争をやめて事態の鎮静化を図ろうとする穏健派の山田茂樹ら反主流派（後の赤砦社派）と、徹底抗戦を主張する強硬派の狭間、千木良ら主流派（後の現代社派）が対立。以前から革労協内部でくすぶっていた現代社常任幹部（狭間派）と全学連・寄せ場労働者などのメンバー（赤砦派）の対立が表面化する。特に山田茂樹が個人の判断で勝手にゴスペル代表者と手打ちをしたことで、狭間嘉明の怒りを買い杉並区高井戸の「現代社」での反主流派への査問が始まった。
その際山田ら反主流派は革労協内部での劣勢を立て直すため、ひそかに革労協のシンボルである現代社の乗っ取り計画を立てクーデターを画策した。社防隊が手薄となるゴールデンウィークに狙い定め実行するも失敗。反主流派は逆に外部へと放逐される形で追い出され、現在の台東区下谷の賃貸マンションに新拠点の「赤砦社」を置き、山田茂樹をリーダーとして、革労協の分裂が決定的となった。主流派は現代社派・狭間派、反主流派は赤砦社派・山茂派・木元派などとも呼ばれる。

### 現代社派の攻勢
1999年（平成11年）6月4日、現代社派のテロ部隊が山田茂樹を襲撃、全身打撲で瀕死の重傷を負わせる事件が発生。山田は現在もその後遺症により、単独での歩行に困難をきたしている。赤砦社派はこの襲撃を受け、さらなる襲撃に備えるために明大学内サークル室に搬伸縮式鉄パイプや特殊警棒、金属バット類を搬入したが、それを理由に警察が家宅捜索に入り、8日に中心メンバー17名が凶器準備集合罪で逮捕され、赤砦社派は危機的状況に陥る。ここで現代社派は赤砦社派の手薄に乗じ、12日、明大駿河台の学生部隊(=赤砦社派)に向け、現代社派は私服部隊で武装潜入をかけ、明大学生会館内の赤砦社派に握られていた革労協拠点の奪還を図るが未遂に終わる。
一連の現代社派の攻勢に対して赤砦社派は山田襲撃を「死を狙ったもの」と断定して、「無制限・無制約の革命的テロ」を宣言した。「死を狙ったもの」であれば、頭部のみを狙ったであろうから、山田に対する襲撃をそのように断定することは無理があるというべきだろう。だが、赤砦社派をしてそのような「過剰反応」を引き起こし、戦術的エスカレートを招いたのは、やはり1989年の解放派の歴史上初の同志殺しである永井啓之殺しの記憶があったというべきだろう。

### 同志殺しを目的としたテロの応酬
赤砦社派は6月13日『6・13軍声明』のなかで、現代社派との「全面戦争」を宣言し、「無制限・無制約の革命的テロ」を宣言。山田は幹部土肥・小沢（従来彼らは『革労協の「軍事部門」の担当』だったキャリア?）らと、巻き返しのための「革命軍」を早速強化、さっそく全国で「無制限・無制約の革命的テロ」を実行にうつすこととなった。
1999年（平成11年）7月、最大の学生拠点である明治大学は両派攻防の主戦場となった。7月2日、まず赤砦社派は学内で同派にとっての「目の上のタンコブ」、元明大生協理事の現代社派の荻野佳比古をターゲットとする。荻野は松戸市で出勤中のバイクを倒され、側頭部のみにハンマーで連打を浴びせられ、その場で絶命した。明らかに殺害目的のためのテロだった。
7月21日、狭間派は7・2の報復として神奈川大出身の赤砦派メンバー相川一郎明治大学生協職員を襲撃し、相川は翌日絶命した（なぜか赤砦社派の反応はこの人物に対しては冷淡だった）。狭間派はこの人物を「木元派をつくれと山田をそそのかした正体不明の撹乱分子」と呼んだ。
さらに翌日現代社派は波状攻撃を図り、7月22日に明大生田キャンパスに再度、全国動員公然部隊（計37名）を差し向ける。構内で情宣を行うのを口実にして学内の赤砦派拠点自治会ボックスなどを狙って入構してきたのは明白だった。狭間派は「投擲用の鉄片、青竹」で襲撃しようとしたものの、赤砦派は直対応せず、学生部の出した「退去命令」にしたがい構外に出る。ところが現代派はそれに従わず、気が付いてみればキャンパス内に自分らだけとなっていたため、入れ違いに突入してきた機動隊によって37名全員が、まんまと凶器準備集合罪と建造物侵入で逮捕・起訴されてしまい壊滅的打撃を受ける。ついでながら、なぜか事前に登場していた革マル部隊も、情宣とは名乗っていたものの、「真意」は学外に待機して手ぐすねひいている機動隊に、両派をできるだけ数多く逮捕させるための挑発を画策していただけのものにすぎなかった。
これを狭間派は「7・22弾圧」と命名し、この後何年間も機関紙で「7・22」と、繰り返し部隊が釈放されるまで、恨み言を書き連ねばならぬほど、この大量逮捕は大打撃となった。結局この不手際が従来狭間派が拠点としてきた明治大各キャンパスはじめ山谷にくわえ、さらにそれまで赤砦社派が存在せず、全国で唯一、狭間派の勢力圏となってきた福岡、九州大などでも無人同然となった狭間派の拠点へと赤砦社派が進出するきっかけとなった。
この当時、狭間派は赤砦社派の個々のメンバーに対して「自己批判のうえでの再結集」を表面上は呼びかけた。相川一郎を殺害しておきながら、こうした態度をとるのは不思議なことだが、「相川だけは例外」というのが現代社派の姿勢だった。ゴスペルグループとの闘争で被告となっていた赤砦社派のメンバーが自己批判して現代社派に合流、またもともと三里塚・芝山連合空港反対同盟から、撤退局面にあった熱田派に支援関係にあった赤砦。一方の同同盟の北原派との共闘関係にある狭間派は、北原派に断罪をせまり赤砦社派との共闘関係を断絶させ、赤砦社派はその勢力は現代社派に対して優位に立ちながら、三里塚では原則的な申し合わせ「同盟の前では内ゲバを持ち込まない」を守り、消去法的に「成田では革労協」というと狭間派…というシェーマが通用することになった。
その後、赤砦社派は佐賀大出身で全学連書記長を務めた現代社派の森田・福岡県委員会議長を11月に襲撃して殺害し、これを契機に九州大や福岡の寄せ場に登場、革労協の拠点は三里塚現闘以外、赤砦社派一色に塗り替えられてしまう。

### 内ゲバ戦争の激化
2000年（平成12年）2月8日、福岡の赤砦社が現代社派のゲバ部隊に襲われ、現地に派遣されて常駐していた福井大生片岡利和が殺害された。その翌朝、1000キロも離れた神奈川県真鶴町で福岡での襲撃を実行したゲバ部隊のキャップとサブ（女性）が赤砦社派の追っ手によって、早々と殺害・重傷を負った。
福井大生を殺害した部隊は、朝の犯行から夕方まで福岡市内で潜伏していたらしく、同8日夕刻博多発東京行きの寝台特急にカップルを装いこの二人は乗車していた。
ところがこの時点で既に赤砦社派はこの二人の捕捉に成功しており、そっと同じ列車に乗り込んでいた。彼らを載せた列車が熱海駅に停車すると偽装のためか二人は下車し、上り在来線普通列車に乗り換える。そして二つ目の真鶴駅に到着したとたん、追っ手の出刃包丁で武装した赤砦社派による襲撃が列車内で始まり、衆人環視のなかこの二人はメッタ刺しになる。この襲撃で男性幹部のキャップ柿沼忠は駅のホームで絶命。同行の女性幹部後藤あざみも失血死寸前となるが、周囲の懸命の配慮（救急車搬送よりも小田原駅近くの総合病院へ、このまま血の海と化した車両を動かしひん死の後藤を動かさずに運んだ）により一命を取り止める。赤砦社派部隊は、真鶴駅先に逃走用車輌を用意しており、犯行後に改札口を跳び越して逃げてきた彼らを回収して姿を消した。
これまで出刃包丁が「内ゲバで使用する武器」として用いられたことは、対革マルをも含めて一度もなかった。相手の現代社派には大きな衝撃を与えることとなった。このように赤砦社派が武器のレベルアップに踏み切ったことは、直ちに現代社派にも採用されることとなった。
2000年（平成12年）8月30日 朝の通勤ラッシュで混み合う鶯谷駅東口を降り立った赤砦社派の女性メンバーリーダー格、明大生協従業員組合書記長片山美恵子が、マスク姿の現代社派部隊に襲われ衆人環視の中で全身をメッタ刺しにされ、即死。犯行を終えた襲撃者らは改札口を飛び越えて離脱、待ち受けていた盗難車に乗って行方をくらました。襲撃者らの武器は小型出刃包丁やクリ小刀だった。致命傷となったのは肋骨に逆らわないよう、刃を横にして彼女の心臓にまで達するよう出刃を突き立てたものだったと報じられた。この手段を選ばない犯行、血の海となって残された犯行現場のむごたらしさに、駆け付けた下谷警察署の警察官も言葉を失ったという。

### 明治大学による赤砦派排除
現代社派、赤砦社派の対立が激化し、明大生協職員が2人も殺害されるという結果が生じたため、「大学の対外的イメージの悪化」を恐れた大学側は、片山美恵子の殺害事件が新聞沙汰となるなかで遅ればせながら強硬策に転じる。これまでの赤砦社派との「共存」を放棄、《双方が殺人の応酬をしており、事実凶器類も押収されるなど、キャンパス全体を生命の危険から守るため…やむを得ず》との大義名分を獲得する。そして公然と突き出されてきたのが警察・ガードマンによる赤砦社派を先頭とした新左翼系活動家の学内からの締め出し。徹底した入構禁止。さらに、生協解体、二大学園祭（駿台祭と生田祭）中止といった対革労協（=生協）施策を次々と打ち出した。駿河台キャンパスでは門や扉に、オープンな敷地構造だけに「通行人にも見える」位置に明大当局の名で『これら以下の者らは本学生ではなく…』と、両派の「明大担当」らしき人物の本名が羅列されたビラが貼りめぐらされた。いわく、『立ち入った場合は直ちに法的措置となる』旨の警告文があちこちに最後通告として掲示される。これらの措置によって明大当局+狭間派の”主敵”である赤砦社派の活動拠点は奪われ、資金源となっていた生協・自治会費からのみかじめ料収入が全面的に断絶される。この措置により赤砦派だけでなく革労協にとっての金城湯池=明大は永遠に失なわれてしまい、全体的にも両派は深刻な打撃を受けた。現在にいたるも革労協両派は明治大学から完全に締め出されている状態が続いている。

### 逮捕と停戦
こうした凄惨で絶滅戦と語られた深刻な事件が続くものの、一進一退は続き、両者の労働者拠点学生拠点は次第に追い詰められて行く。そうした中、2001年（平成13年）2月16日朝の出勤時間、相模原にある赤砦社派活動家宅を公安私服部隊が徹夜で監視していた目の前で、現代社派の襲撃部隊を載せたバンが現れ、乗っていた4名全員が凶器車輛もろとも一網打尽に遭ってしまう。この未然逮捕は警察が前年の『片山殺害への報復』として起きた現代社派古参現役労組構成員への殺害（12月10日）を受けて現代社派が、必ず等価報復に出ると予測し、山田派労組幹部部分への隠密裏監視を行っていたため成功した。結局、この逮捕により赤砦社派優勢が決定的となり、さらに同年12月8日の狭間の病死を受けて現代社派へのテロは終息したかのようにみえ、これ以降3年間内ゲバは起こらなかった。赤砦社派の矛先もイラク派兵への「飛翔弾ゲリラ」「時限式発火装置」など対権力ゲリラへと大きくシフトしていった。
内ゲバ戦争終結か、と思われたその矢先の2004年（平成16年）6月2日、東京三ノ輪のマンションにある赤砦社派アジトを出てきた3名のメンバーが現代社派テロ部隊の待ち伏せ攻撃を受ける。早朝、通学の小学生の前で出刃包丁やハンマーなどによる襲撃で、逃げ遅れた千葉大生の五十嵐（武本）全学連委員長、駒澤大生の小山（高山）元全学連書記長の2名が出血多量のためその場で絶命。学生運動中枢メンバーの殺害ということで同組織は混乱に陥った。この事件に対し、赤砦社派の対応は小さく、機関紙上で「今度（襲撃に）来たら死人の山となる」と発表した。これは読み方によっては報復を自分の側からはしない（できない?）との宣言にも受け取れ、事実現在も現代社派にはホコを納めたままでいる。また現代社派からの再度の内ゲバ襲撃も今の時点まで起こっていない。
結局、両派の内ゲバは99年5月両派の分裂以降、これまでに14件発生し、赤砦社派が5人、現代社側が5人、合計10人が死亡した。特徴的なのは「小型の出刃包丁」が主要な凶器として登場しており、コンパクトなわりには必殺の攻撃力も望めるらしく、警察が職務質問をかけたら、両派とも「防衛用」に携帯していたというカドでの「未然の逮捕例」が複数ある。

## 年表
- 1997年（平成9年）
  - 9月22日午前4時30分 革命軍が千葉県警成田警察署に迫撃弾を撃ちこむ。
- 1998年（平成10年）
  - 2月2日午後9時 革命軍が成田空港に対して三発の革命的迫撃弾攻撃を敢行。「空港本体の徹底破壊と、空港閉鎖-運行機能停止の大戦果」と発表。
  - 10月18日朝 対立していた「ヨハン早稲田キリスト教会」のトップ・金圭東宣教師を自宅前で襲い重傷を負わせる。
- 1999年（平成11年）
  - 3-4月 高井戸の現代社へ山田茂樹はじめ賛同するグループが次々と呼ばれ、「査問」と「自己批判」迫られる日々が続き、狭間を中心とした内閣から山田派が粛清される流れとなる。
  - 5月 革労協反主流派によるクーデターが失敗。革労協が現代社派（主流派）と赤砦社派（反主流派）に分裂する。
  - 6月4日 山田茂樹が現代社派に襲撃される。
  - 6月12日 明治大学駿河台キャンパスに赤砦社派学生活動家を狙って現代社派の私服襲撃部隊が潜入するも未遂に終わる。
  - 6月13日 赤砦社派が『6・13軍声明』で現代社派との「全面戦争」を宣言。
  - 7月2日 赤砦社派が出勤途中の現代社派明大生協理事をハンマーで撲殺。
  - 7月21日 現代社派が赤砦派明大生協職員を殺害。
  - 7月22日 現代社派の襲撃部隊が明治大学生田キャンパスの赤砦社派を狙ってキャンパスに侵入するも、赤砦社派はいち早く大学から退去。現代社派襲撃部隊37名全員が凶器準備集合罪と建造物侵入で逮捕される。
  - 9月 赤砦社派が機関紙『解放』の発行を開始。
  - 11月14日 赤砦社派が福岡市の現代社で森田こと安部利昭・福岡県委員会議長をハンマーで襲撃、26日死亡。
- 2000年 （平成12年）
  - 2月8日 現代社派襲撃部隊が福岡の駐車場において福井大学から遠征していた学生活動家を襲撃し殺害。翌日、神奈川県真鶴駅で赤砦社派の襲撃部隊がその現代社派襲撃部隊のキャップを殺害、女性サブに重傷を負わせる。
  - 8月30日 現代社派部隊が鶯谷駅東口で朝の通勤ラッシュ時に赤砦社派明大生協従業員組合書記長を刺殺。
  - 10月 明治大学で駿台祭と生田祭の中止決定。
  - 12月10日 赤砦社派部隊が東京都清瀬市の路上で現代社派の革労協総務委員であるタクシー運転手を殺害。
  - 12月12日 明大全学教職員集会で明大生協に対する施設の無償貸与等の便宜供与の全面見直しを決議[5]。
- 2001年（平成13年）
  - 2月16日 相模原の赤砦社派活動家自宅の前で現代社派襲撃部隊4名が警戒中の捜査員に逮捕される。
  - 5月16日 赤砦社派部隊が千葉県八街市の飲食店駐車場で現代社派の革労協総務委員で、反安保労研の中心人物を殺害。
  - 12月8日 狭間嘉明が病死。
- 2002年（平成14年）
  - 2月12日 - 明治大学、明大生協に対する便宜供与の全面廃止を決定[5]。
  - 8月7日 - 明大生協が解散[5]。
- 2004年（平成16年）
  - 6月2日 東京三ノ輪の赤砦社派アジト前で赤砦社派活動家3名が現代社派襲撃部隊の襲撃に遭い逃げ遅れた2名が殺害される。しかし赤砦社派は機関紙上で「今度（襲撃に）来たら死人の山となる」と発表し、2018年現在報復はしていない。
- 2008年（平成20年）
  - 3月1日 成田空港に向けて迫撃弾（金属弾）を発射。
  - 5月13日 身体障害者の生活保護費を組織的にだまし取ったとして、組織的犯罪処罰法違反の容疑で活動家7人が福岡県警察警備部公安3課に逮捕された。
- 2012年（平成24年）
  - 11月15日 革労協という反社会的団体の構成員である身分を隠してアパートの賃貸契約を結んだしたとして、神奈川県警察警備部公安3課に詐欺容疑で、活動家が逮捕された。
- 2015年（平成27年）
  - 9月15日 平和安全法制反対の抗議活動に参加した際に、機動隊員に暴行を加えた活動家3人が逮捕される[6]。
- 2023年（令和5年）
  - 4月20日 取り調べを受けた際に警察に提出した上申書に偽名を記したとして、有印私文書偽造・同行使の疑いで非公然活動家が逮捕された[7]。
  - 9月 日本郵便から機関紙の第三種郵便物の承認を取り消された[8]。

## 主な拠点

### かつての拠点校
- 東北大学
- 宇都宮大学
- 明治大学（80年代以降の最大拠点）
- 千葉大学
- 福井大学
- 名城大学（東海地区最大の拠点）
- 関西大学（関西地区最大の拠点）
- 徳島大学
- 九州大学

現時点では現代社系の学生活動家が拠点としている大学は九州大学のみである。全学連の現委員長の出身大学も九州大学であり、学内において若干の影響力を有しているものと推測される。
ただし機関紙上においても大学における全学連の活動はほとんど報じられていない。全学連の大会は三里塚で行われており、最大拠点であった明治大学では完全に学外へと駆逐されている。

### かつての拠点労組
- 全水道東京水道労働組合（現在も執行部と青婦部に労対系がいる）* 全逓信労働組合東京地本青年部
- 国労高崎地本
- 私鉄総連東急労組青年部
- 自治労大阪市従青年部、川崎市職青年部

### 現在の拠点労組
- 福岡・筑港日雇労働組合（現代社派）

他には全障連の九州ブロックが傘下の公然団体として活動している。